# 모서초등학교 화산분교
모서초등학교 화산분교는 대한민국 경상북도 상주시 모서면 정산리에 있었던 초등학교이다.

## 연혁
- 1938년 3월 31일 정산간이학교 설치
- 1943년 4월 1일 정산공립국민학교 개교
- 1999년 9월 1일 모서초등학교 화산분교로 편입
- 2009년 3월 1일 폐교